# Passeport marshallais
Le passeport marshallais est un document de voyage international délivré aux ressortissants marshallais, et qui peut aussi servir de preuve de la citoyenneté marshallaise. 